# The Devil's Hands Are Idle Playthings
«The Devil's Hands Are Idle Playthings» (укр. «Дияволові руки — нетрудящі іграшки») — вісімнадцята і остання серія четвертого сезону анімаційного серіалу «Футурама», що вийшла в ефір у Північній Америці 10 серпня 2003 року. На момент прем'єри серія презентувалася як фінал усього серіалу.
Автор сценарію: Кен Кілер.
Режисер: Брет Гааланд.
Прем'єра в Україні відбулася 27 жовтня 2007 року.

## Сюжет
Фрай завзято намагається оволодіти мистецтвом гри на голофонорі (вміння, яке він дивовижним чином набув і втратив у минулому), щоби остаточно підкорити серце Ліли. Після прикрого провалу на відкритому уроці в музичній школі, за порадою Бендера, Фрай вирішує звернутися по допомогу до Робота-Диявола. Той пропонує рішення проблеми, що полягає в пересадці йому рук робота. Робота-донора має визначити «Колесо Фортуни», яке, за дивним збігом обставин, вказує на самого Робота-Диявола, і йому доводиться помінятися з Фраєм руками. Завдяки цьому Фрай стає віртуозним гравцем на голофонорі, збирає повні зали на концертах, успішно продає своїх звукозаписи і, зрештою, отримує від Гедоніст-бота замовлення написати оперу, яку вирішує присвятити Лілі.
Тим часом Робот-Диявол, якому докучають руки Фрая, будує плани, щоби повернути свої власні механічні руки. Йому вдається переконати Бендера обміняти днище корпуса («зад») на сигнальну трубу, завдяки якій він зможе стати ще більш дратівливим. Випробувавши свою трубу на Лілі, Бендер оглушує її. Ліла у відчаї, адже тепер вона не почує опери Фрая. Утім, вона приховує від нього правду, і разом з усіма йде на прем'єру, вдаючи, ніби чує і насолоджується музикою. Під час антракту Робот-Диявол пропонує Лілі роботичні вуха (взяті у Калькулона, який є старим боржником Диявола) в обмін на її руку. Ліла погоджується, проте Диявол не поспішає відтинати їй руку, а радить спершу дослухати оперу.
Під час другого акту Робот-Диявол з'являється на сцені та зупиняє дію, вимагаючи у Фрая свої руки. Фрай відмовляється, і тоді Диявол повідомляє, що Ліла обіцяла йому свою руку (тобто присяглася вийти за нього заміж). Після тривалої оперної сцени конфлікту Фрай розуміє, що не має іншого вибору, як віддати Роботові-Дияволу його руки в обмін на свої. Обмін відбувається, і Диявол зникає (прихопивши з собою голову президента Ніксона). Отримавши свої звичайні руки, Фрай знов втрачає майстерність гри на голофонорі, через що решта опери виявляється жахливою, і обурені глядачі йдуть геть. Залишається тільки Ліла, яка просить його не зупинятися і дограти до кінця. Виконуючи фінал, Фрай генерує примітивне зображення себе і Ліли, які цілуються і, взявшись за руки, зникають за небокраєм.

## Послідовність дії
- У серії «Parasites Lost» Фрай також набуває вміння гри на голофонорі, що допомагає йому підкорити серце Ліли, під дією внутрішніх паразитів. В цій серії Фрай згадує про той випадок.
- Оскільки виробнича команда була свідома того, що ця серія має стати фінальною, автори намагалися включити в неї якомога більше персонажів, які раніше з'являлися в серіалі. Характерним моментом є «Колесо Фортуни», за допомогою якого Робот-Диявол визначає донора рук: на ньому написані імена всіх персонажів-роботів, що коли-небудь з'являлися у «Футурамі».

## Виробництво
Попри те, що серія початково не замислювалася як фінал серіалу, автори включили в неї кілька нюансів, що вказують на ймовірне завершення показу. Зокрема, традиційний початковий титр серії виглядає як «Побачимося на іншому каналі» («пророцтво» справдилося в 2006 році, коли було офіційно оголошено продовження «Футурами» на каналі «Comedy Central») . Крім того великий екран, з яким зіштовхується корабель «Міжпланетного експреса» в кінці початкових титрів, показує ту саму сцену зіткнення корабля з екраном. Це було зроблено з метою надати серії особливого вигляду, а також, імовірно, задля натяку на те, що серіал є завершеним, і тепер його місце — в архіві, разом із усіма старими мультфільмами, фрагменти яких з'являлися на тому екрані.

## Визнання
- Автор сценарію Кен Кілер був номінований на премію «Еммі» у 2004 (за «Видатну музику і слова пісні») в цій серії, а саме за пісню «Віддайте мені мої руки» .
- Багатьма шанувальниками «Футурами» серія вважається найкращою. Їй було присуджено 16-те місце у списку 25-ти найкращих серій «Футурами» на сайті «IGN.com»  [Архівовано 9 січня 2015 у Wayback Machine.].
- Часопис «Science Fiction Weekly» також особливо відзначив цю серію, й, зокрема, — роль Робота-Диявола у виконанні Дена Кастеланетти.

## Пародії, алюзії, цікаві факти
- Оскільки сюжет серії зосереджений на класичній європейській музиці (зокрема, на жанрі опери), він містить чимало алюзій на «Фауста» Шарля Гуно (мотив угоди з дияволом), «Паяців» Руджеро Леонкавалло (сцена, в якій межа між реальним і сценічним життям акторів стає розмитою), «Зіґфріда» Ріхарда Ваґнера (сцена бою Фрая з Годзіллою нагадує бій Зіґфріда з Фафніром) та інші класичні опери. З музичних фрагментів класичних творів у серії звучать уривки з «Болеро» Равеля і «До Елізи» Бетховена.
- У назві серії обігрується англійське прислів'я «Idle hands are the devil's playthings» («Нетрудящі руки — дияволові іграшки»).